# Uruguai nos Jogos Olímpicos de Verão de 2012
O Uruguai competiu nos Jogos Olímpicos de Verão de 2012, que aconteceram na cidade de Londres, no Reino Unido, de 27 de julho até 12 de agosto de 2012.

## Desempenho

### Futebol
Masculino
| Equipe | Equipe | Fase de grupos                                                | Fase de grupos | Quartas                | Semifinal              | Final                  | Pos. |
| Equipe | Equipe | Adversário e resultado                                        | Pos.           | Adversário e resultado | Adversário e resultado | Adversário e resultado | Pos. |
| --- | --- | ------------------------------------------------------------- | -------------- | ---------------------- | ---------------------- | ---------------------- | ---- |
| Martín Campaña Ramón Arias Diego Polenta Sebastián Coates Emiliano Albín Alexis Rolín Edinson Cavani Maximiliano Calzada Luis Suárez | Gastón Ramírez Abel Hernández Jonathan Urretaviscaya Matías Aguirregaray Nicolás Lodeiro Diego Rodríguez Tabaré Viudez Egidio Arévalo Rios Leandro Gelpi | UAE Emirados Árabes Unidos V 2-1 SEN Senegal GBR Grã-Bretanha |                |                        |                        |                        |      |

### Natação
Feminino
| Atletas        | Evento       | Eliminatórias | Eliminatórias | Semifinal   | Semifinal   | Final       | Final       |
| Atletas        | Evento       | Tempo         | Posição       | Tempo       | Posição     | Tempo       | Posição     |
| -------------- | ------------ | ------------- | ------------- | ----------- | ----------- | ----------- | ----------- |
| Ines Remersaro | 100 m costas | 1min08s03     | 43º           | Não avançou | Não avançou | Não avançou | Não avançou |

### Remo
Masculino
| Equipe                            | Evento           | Eliminatórias | Eliminatórias | Repescagem | Repescagem | Semifinal | Semifinal | Final   | Final                |
| Equipe                            | Evento           | Tempo         | Posição       | Tempo      | Posição    | Tempo     | Posição   | Tempo   | Posição (Pos. final) |
| --------------------------------- | ---------------- | ------------- | ------------- | ---------- | ---------- | --------- | --------- | ------- | -------------------- |
| Rodolfo Collazo Emiliano Dumestre | Skiff duplo leve | 6m58s63       | 4º R          | 6m51s67    | 5º S C/D   | 7m11s20   | 3º FC     | 6m51s94 | 4º (22º)             |

### Tiro
Masculino
| Atleta        | Evento              | Qualificação | Qualificação | Final       | Final       | Posição |
| Atleta        | Evento              | Placar       | Posição      | Placar      | Total       | Posição |
| ------------- | ------------------- | ------------ | ------------ | ----------- | ----------- | ------- |
| Rudi Lausarot | Carabina de ar 10 m | 575          | 47º          | Não avançou | Não avançou | 47º     |